# Філіп Майкл Джеффері
Філіп Майкл Джеффері (англ. Philip Michael Jeffery, 12 грудня 1937, Вілуна, Західна Австралія — 18 грудня 2020) — генерал-губернатор Австралії з 11 серпня 2003 по 5 вересня 2008 рр.

## Життєпис
Майкл Джеффері народився у Вілуні (штат Західна Австралія) і здобув освіту в середній школі Кент-стріт. У 16 років він виїхав з Перта для навчання в Королівському військовому коледжі, в Дантруне, в місті Канберра. Після його закінчення в 1958 році, він займав ряд посад перед призначенням в Малайзію у 1962 році. З 1966 по 1969 він служив в Папуа Нова Гвінея. В цей час він одружився з Марленою Керр з Сіднея (з якою у нього народилися три сини і дочка). За цим послідували відрядження до В'єтнаму в ході яких він був нагороджений орденом Військовий хрест. Джеффері як і раніше переконаний, що участь в Австралії у В'єтнамської війні було виправдано. «Я вважаю, що В'єтнам був просто обставиною того часу!» — сказав він в ході виступу в 2002 році перед австралійськими ветеранами.
У 1972 році він був підвищений у підполковники другого батальйону Королівського океанійського полку ( Royal Pacific Islands Regiment ). У 1975 році він прийняв на себе командування Полком Авіаспецназа ( Special Air Service Regiment , SASR), зі штаб-квартирою в Перті (командир SASR з 7 січня 1976 по 22 жовтня 1977 рр.). Потім був підвищений до полковника, ставши в 1979 році першим командувачем спеціальних сил (Army's Special Action Forces). Він зіграв ключову роль в розробці концепції спостереження в Північній Австралії і в цій якості він підготував розвиток теорії і практики австралійської контртерористичної служби. З 1981 по 1983 рр. він особисто очолював національну боротьбу з тероризмом в Австралії, перебуваючи на чолі координуючого органу (Australia's national counter-terrorist co-ordination authority).
У 1985 році він став генерал-майором і був призначений командиром 1-ї дивізії. У 1990 році він став заступником начальника Генерального штабу і в 1991 році був призначений помічником начальника Генерального штабу.
Хоча він звільнився з армії в 1993 році, він до цих пір вважається «почесним полковником» і в цій якості проводить урочистий прийом нових солдатів в полку, надягаючи знаменитий піщаний берет.

## Губернатор Західної Австралії
У листопаді 1993 року був призначений губернатором Західної Австралії, а в червні 1996 році він отримав Орден Австралії (AC). Він отримав Королівський Вікторіанський орден 1 квітня 2000 року.
Він провів сім років на посаді губернатора і зробив ряд публічних заяв з консервативних позицій щодо шлюбу, сексуальної орієнтації і освіти. Це викликало роздратовану критику з боку  Лейбористської партії Австралії і ряду місцевих ЗМІ.

## Генерал-губернатор Австралії
Після відходу у відставку Пітера Холлінгуорта прем'єр-міністр Джон Говард оголосив 22 червня 2003 року, що його вибір припав на Джеффрі як наступного генерал-губернатора Австралії. Він був офіційно призначений на цю посаду Єлизаветою II і приведений до присяги 11 серпня 2003 року, ставши першим австралійським генерал-губернатором з військових.
Призначення Джеффрі в цілому було схвалено, незважаючи на певний критичний коментар про бажаність призначення іншого англо-австралійської чоловіки на цю посаду. Джеффрі ідеально підходив для Говарда в якості нового генерал-губернатора. Колишній солдат глибоко консервативний, занурений у військову дисципліну і в ньому сильні традиційні сімейні цінності. Джеффрі часто посилався на статистичні дані про великий відсоток серед кримінальників дітей матерів-одиначок.
У 2007 році на посаді генерал-губернатора Джеффрі був призначений полковником Королівського австралійського військово-медичного корпусу, змінивши попереднього полковника — Елізабет Боуз. Очікується, що в майбутньому генерал-губернатори будуть працювати на цій посаді.
Джеффрі був членом скаутського руху в Австралії. Історично Генерал-губернатор Австралії також має титул головного скаута Австралії; головний скаут призначається Національною виконавчої Асоціацією. Він запросив президента Асоціації скаутів погодитися з його призначенням. Джеффері став главою скаутів.
Джеффрі займав свій пост до вступу на посаду своєї наступниці — Квентін Брайс, що була до цього Губернатором штату Квінсленд. Брайс була приведена до присяги 5 вересня 2008 року.